# Mesophadnus femoratus
Mesophadnus femoratus là một loài tò vò trong họ Ichneumonidae.